# Báthory Nándorné
Báthory Nándorné, született Száhlender Ida (Nagyvárad, 1864. április 13. – 1932) magyar írónő, több katolikus nőegylet tisztségviselője.

## Élete
Apja, Száhlender Károly (1835–1917) vasútmérnök Thomas Sahländernek, gróf Széchenyi István heidelbergi származású  ménesmesterének és állatorvosának, 1848-as nemzetőrnek a fia, anyja, Nábráczky Mária, Nábráczky János nagyváradi birtokos lánya volt. Tizenketten voltak testvérek, közülük tízen érték meg a felnőttkort, köztük Irma, Gyula (mérnök), Ferenc (orvos), Béla (1874–1955, katonatiszt), és Lajos (1877–1946, gyógyszerész).
A Száhlender család 1868-ban Pestre, az Üllői útra költözött. Idát négyévesen beíratták Arabella kisasszony közeli kötőiskolájába, apjától pedig megtanult írni és olvasni. Édesapjának meggyőződése volt, hogy a jó egészség titka a szabad levegő és a sport, ennek megfelelően Ida hatévesen már tudott úszni. A család háziorvosa Báthory István, Semmelweis Ignác asszisztense volt.
Idát és Irma nővérét apjuk a Veres Pálné elnöksége alatt álló Országos Nőképző Egyesület intézetében, az akkori legmodernebb leányiskolában taníttatta. 15 évesen jelentkezett tanítónői vizsgára, amit Veres Pálné nem engedélyezett, de édesapja felment az akkori közoktatási miniszterhez, Trefort Ágostonhoz, akit személyesen ismert. A vizsgát végül letehette, de azzal a megkötéssel, hogy az oklevelét csak 18 évesen veheti át.
A vizsgára készülve azonban sokat idegeskedett, túlhajtotta magát, és a kevés alvás miatt kínzó fejfájás gyötörte, aminek az enyhítésére skatulyaszám szedett kinint. Egy idő után feltűnt a családnak, hogy nagyothall. Több orvoshoz is elvitték, végül a híres bécsi Josef Gruber professzor (1827–1900), az Allgemeines Krankenhaus fülspecialistája megállapította, hogy a kinin-túladagolás következtében megvastagodott a hallóidege. Tanácsára Ida sokat gyakoroltatta a fülét, amiben segített zenei szenvedélye is. Ennek köszönhetően nem süketült meg, még ha idősebb korára tovább romlott is a hallása.
Ida minden áron tovább akart tanulni, és bár gyerekkorában ódzkozott a zongorázástól, a tanítónői képesítés megszerzése után naponta felváltva járt zongora-, összhangzattan- és énekórákra. A  Nemzeti Zenedében Székely Imre zeneszerző (1823–1887) és lánya, Székely Ilona tanította. Kisebb koncertekhez ő is kapott felkéréseket, egy ilyen alkalommal ismerkedett meg Báthory Nándorral, a belvárosi reáliskola tanárával, egykori háziorvosuk, Báthory István bátyjával. Három hónap udvarlás után Báthory megkérte a lány kezét az édesapjától, de a család kikötötte, hogy az esküvővel meg kell várni a lány tizennyolcadik születésnapját. Így 1882 májusában lett Ida a nála 31 évvel idősebb férfi felesége.
Rá egy évre megszületett első fiuk, László, majd pont Ida huszadik születésnapján a második, Károly, később pedig egy lányuk. Eleinte Báthory Istvánnal, annak Etelka lányával és a család más tagjaival együtt a Ráday utca 55.-ben laktak, ám amikor Nándort 1889-ben kinevezték a belvárosi reáliskola igazgatójává, átköltöztek a Reáltanoda utcai szolgálati lakásba.
Az iskola tanárai közül különösen jó viszonyba került Riedl Frigyessel, akinek a tanácsára újra foglalkozni kezdett művészettörténettel, a tőle kapott könyvek felkeltettek érdeklődését a szépirodalom és a filozófia iránt is.
Báthory Nándornál végzetes gégerákot diagnosztizáltak, 1905-ben hunyt el. Ápolásában segített szabadságát töltő hadnagy fia, László (1883–1905), aki a halottas ágyánál összeesett, és egy korábbi, kezeletlen influenza következményeképpen szívrohamban meghalt. A kettős gyászt követően Báthoryné idegei felmondták a szolgálatot, egy semmeringi szanatóriumban kezelték egy hónapig.
Még nem költözött ki az igazgatói lakásból, amikor felkereste Bárczy István polgármester és Lyka Károly műkritikus. Bárczyval gyerekkoruktól ismerték egymást. Mindketten szenvedélyes könyvkötők voltak, és ugyanazokhoz a tanárokhoz jártak a Zenedébe is. Lyka felajánlotta neki, hogy írjon beszámolókat bécsi kiállításokról az általa szerkesztett Művészet című kritikai lapba. Ezt követően rendszeresen publikált mind ebben a folyóiratban, mind pedig Bárczy lapjában, a Népművelésben. Írói névként mindig az özv. Báthory Nándorné nevet használta.
A gyász elmúltával Báthoryné felelevenítette régi barátságait, és amit visszahúzódó, a csendes életet kedvelő férje mellett nem nagyon tehetett, gyakran látott vendégül nagyobb értelmiségi társaságot. Ebbe a körbe tartozott többek között a már említett Bárczy István, Lyka Károly és Riedl Frigyes, valamint olyan nevezetességek, mint Angyal Dávid történész, Berend Miklós orvos és író, Giesswein Sándor pápai prelátus, Jászai Mari színésznő, Kallós Ede szobrász, Lotz Károly festőművész és Szőgyény-Marich Júlia alapítványi nőegyleti elnök.
Innentől kezdve sokat utazott – többnyire Károly fia társaságában – bejárta fél Európát, egész napokat töltött múzeumokban. 1908-ban Párizsban vendégeskedett az éppen hosszabb ideig ott tartózkodó fivérénél és annak feleségénél, itt érte élete meghatározó élménye. Hazaindulás előtt el akart búcsúzni a Notre-Dame-tól, és ahogy belépett a templomba, egyedül találta magát Istennel. Úgy érezte, spirituálisan újjászületett.
Miután visszaért Budapestre és kipihente magát, levelet írt Rákosi Jenőnek, a Budapesti Hírlap szerkesztőjének, és útmutatást kért tőle, hogy miben lehetne hasznára egy modern nő szeretett hazájának. Rákosi a levelet teljes terjedelmében megjelentette a lap másnapi számában, és „A modern nő lelkiismerete” címet adta neki. Az írásra felfigyelt Prohászka Ottokár fehérvári püspök, és meghívta, hogy csatlakozzon az Országos Katolikus Nővédő Egyesülethez. Ajánlásával Báthoryné felkereste Stoffer Micit, az egyesület vezetőjét, akitől megkapta Prohászka „Diadalmas világnézet” című munkáját, és annak elolvasása után a püspök feltétlen hívévé vált. Az egyesület titkáraként Báthoryné szerkesztette 1913–14-ben a Dolgozó Nők Lapját.
Az első világháború alatt is aktívan részt vett az egyesület munkájában, gyűjtéseket szervezett. Túlhajszolta magát, ágynak esett, műtétre is szorult. Felépülése után egyre többet foglalkoztatta, hogy a háború miatt számos nő vállalt munkát, ám ha majd hazatérnek a férfiak, elveszítik az állásukat, nem fognak tudni mihez kezdeni. Elhatározta, hogy utat mutat nekik, és cikkeket írt a nőknek való pályákról, amin ő elsősorban a kertészethez kapcsolódó területeket értette. Miután kiderült, hogy ilyen képzést nem nagyon lehet kapni Magyarországon, fejébe vette egy gazdasági iskola létrehozását. Felkereste régi barátját, Bárczy István budapesti polgármestert, aki felhatalmazta, hogy keressen egy megfelelő fővárosi területet.

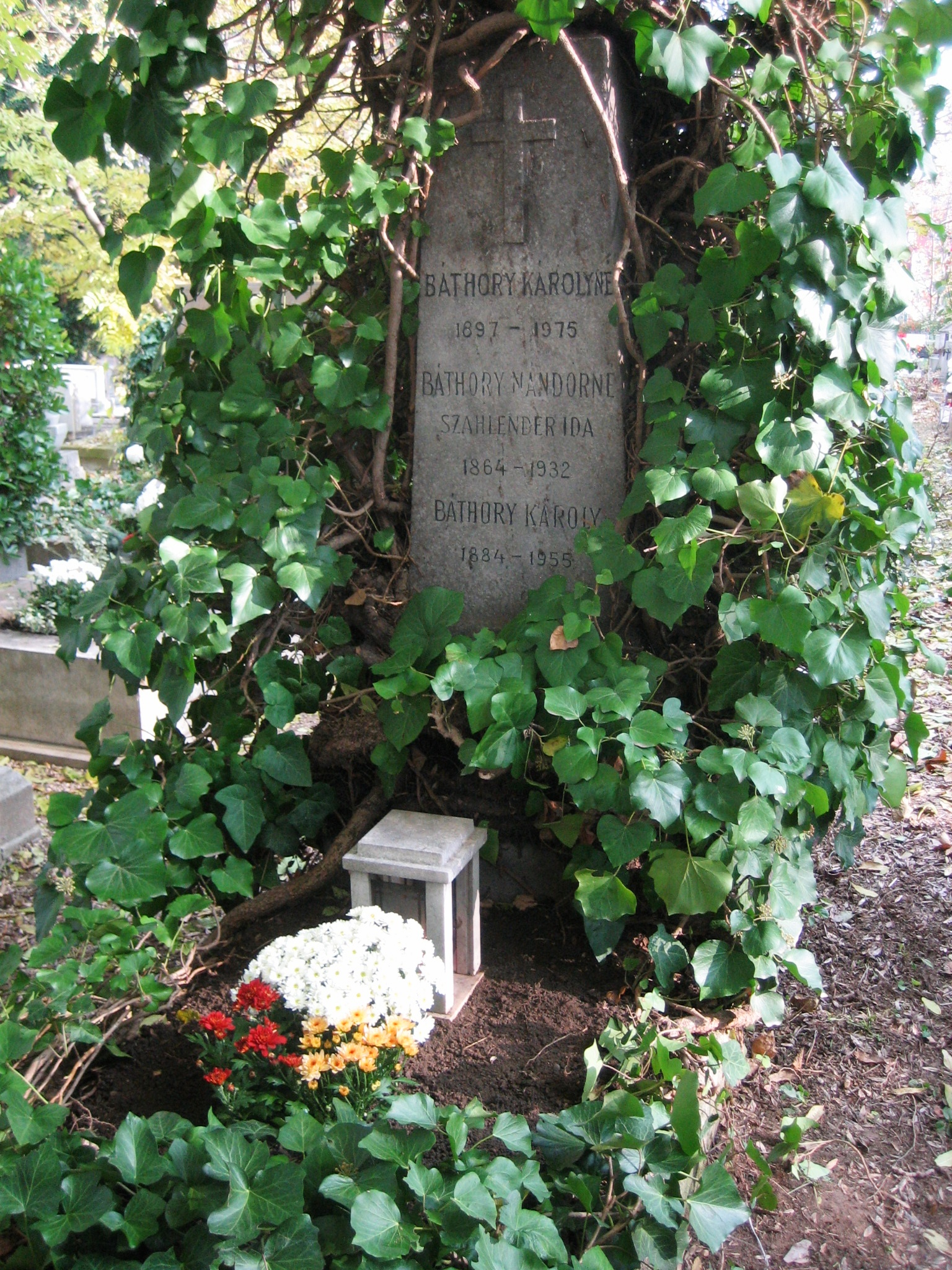
Nyughelye a Farkasréti temetőben

1917-ben megalakult a Maglódi úton a Fővárosi Kertgazdasági Szabadiskola „oly hadiárvák és özvegyek, valamint tizenhat évüket betöltött nők számára, akik főleg gyakorlati alapon tanulják meg a háztartás és a majorsági gazdálkodás minden ágát”. Az iskolát Báthoryné maga vezette.
A kommün alatt ugyan nem záratták be az iskolát, de komisszárok felügyelték. Az eredetileg az iskolát feloszlatni érkező Bokányi Dezső munkaügyi és népjóléti népbiztosnak is imponált Báthorynéék munkája. Városmajor utcai lakásába, ahol a gyerekei laktak, Szamuely Tibor barátnőjét telepítették be kényszerű lakótársnak, akit onnan vittek el a rendőrök a kommün bukása után.
1927-ben meghalt mentora, Prohászka Ottokár. Azután nem érzett már magában erőt a folytatáshoz, lemondott állásáról, és visszavonult Máriaremetére.
1932-ben halt meg, a Farkasréti temetőben nyugszik.

## Művei
- Tündérvilág a Városligetben (Budapest, 1914, illusztrálta Nagy Sándor és Nagy Sándorné Kriesch Laura)
- Az özvegyasszony két lánya (Budapest, 1914). Szlovák fordítás: Dve dcéry jednej vdovy (in Kalendár katolíckej l'udovej jednoty narok, 1915)
- Anyák köre (Budapest, 1916)
- Asszonyi életművészet  (Budapest, 1917?, Prohászka Ottokár előszavával)
- Két anyáról. Népiratkák 322. Szent István Társulat Budapest, 1917
- Hadi özvegyeink és leányaink jövője; 60 uj életpálya oklevélnélkülieknek (1918)
- A lángész tüzében (önéletrajz, Budapest, 1928)
- Hogyan szerzett házat és földet Haladi Árva János? (Budapest, é. n.)

## Publikációk
- Malonyai Dezső: A magyar nép művészete I.: A kalotaszegi magyar nép művészete (recenzió, in Művészet, 6. évfolyam, 4. szám, 1907)
- Szülő és iskola (in Népművelés, 1907/III)
- A tanuló ifjúság és a család (in Népművelés, 1907/IV)
- A gyermekek esztétikai nevelése (in Népművelés, 1908/9-10)
- Henri Hymans: Belgisches Kunst des 19. Jahrhunderts (recenzió, in Művészet 7. évfolyam, 4. szám, 1908)
- Nagy emberek gyermekkora I-II. rész (in Népművelés, 1909/7-8)
- A japán művészetről (in Művészet 10. évfolyam, 1. szám, 1911)
- Nádai Pál: Könyv a gyermekről (recenzió, in Művészet 10. évfolyam, 2. szám, 1911)
- Rubens városa (in Élet, 1912. január 14.)
- Madarassy Erzsébet (in Művészet 14. évfolyam, 2. szám, 1915)
- Mely szempontok irányítsák a szülőt leányai pályaválasztásánál? (in Népjóléti Tudósító. 6. sz.)
- A svéd iskolák szervezése (in Népművelés II, évszám ismeretlen)